# David Lang
David Lang (Los Angeles, 8 januari 1957) is een Amerikaanse componist en muziekpedagoog.

## Levensloop
Lang studeerde aan de Stanford-universiteit in Stanford en de Universiteit van Iowa in Iowa City. Zijn studies voltooide hij aan de Yale-universiteit in New Haven en promoveerde aldaar tot Doctor of Musical Arts in 1989. Tot zijn docenten behoorden onder anderen Martin Bresnick, Jacob Druckman, Lou Harrison, Hans Werner Henze, Richard Hervig, Donald Jenni en Henri Lazarof.
Sinds 2008 is hij docent voor muziek aan de bekende Yale-universiteit.
Als componist won hij zowel in 1980 als 1981 de Broadcast Music Incorporated (BMI)-Foundation Student-Composer-Award. Toen verhuisde hij ook naar New York. In samenwerking met de componisten Julia Wolfe en Michael Gordon en de librettist/illustrator Ben Katchor ontstond  de comic strip opera The Carbon Copy Building. In 2002 werd hij bekroond met de  Foundation for Contemporary Arts Grants to Artists Award. In 1999 schreef hij zijn opera The Difficulty of Crossing a Field, waarvan het libretto is gebaseerd op een kort verhaal van Ambrose Bierce. In 2008 ontving hij de Pulitzerprijs voor muziek voor zijn werk The Little Match Girl Passion, geschreven in 2007.

## Composities

### Werken voor orkest
- 1987 rev.1987 eating living monkeys, voor orkest
- 1990 international business machine, voor orkest
- 1996 grind to a halt, voor orkest
- 1998 the passing measures, voor basklarinet, acht altstemmen, 4 hoorns, 3 trompetten, 3 trombones, 1 tuba, 4 slagwerkers, 2 piano's, elektrische basgitaar, 8 (of meer) celli, 2 (of meer) contrabassen
- 2002 how to pray, voor orkest
- 2004 loud love songs, voor slagwerk en orkest
- 2007 pierced, voor cello, piano, slagwerk en strijkorkest
- 2010 statement to the court, voor gemengd koor, strijkorkest en grote trom - tekst: Eugene Debs
- 2010 darker, voor 12 solostrijkers
- 2010 Concerto (world to come), voor cello en orkest
- 2011 reason to believe, voor 2 sopranen, alt en orkest - tekst: van de componist
- 2013 Wed, voor strijkorkest
- 2013 man made, voor slagwerkkwartet (solo) en orkest

### Werken voor harmonieorkest
- 1987 are you experienced?, voor spreker, tuba (solo) en blazersensemble (dwarsfluit, hobo, klarinet, fagot, hoorn, trompet, trombone, elektrische gitaar, piano/synthesizer, slagwerk, altviool, cello, contrabas)
- 2011 cheating, lying, stealing, voor harmonieorkest

### Muziektheater

#### Opera's
| Voltooid in | titel                                                              | aktes       | première                                                                                   | libretto |
| ----------- | ------------------------------------------------------------------ | ----------- | ------------------------------------------------------------------------------------------ | --- |
| 1995        | modern painters                                                    | 2 bedrijven | 29 juli 1995, Santa Fe                                                                     | Manuela Hoelterhoff |
| 1999        | The Carbon Copy Building; samen met: Michael Gordon en Julia Wolfe |             | 9 september 1999, Turijn, Teatro Carignano                                                 | Ben Katchor |
| 2002        | the difficulty of crossing a field                                 |             | 22 maart 2002, San Francisco, Theater Artaud                                               | Mac Wellman |
| 2006        | anatomy theater                                                    |             |                                                                                            | Mark Dion en de componist                                                                                                  |
| 2012        | love fail                                                          |             | 29 juni 2012, New Haven, Yale Repertory Theatre (International Festival of Arts and Ideas) | van de componist, naar Lydia Davis, Marie de France, Gottfried von Strassburg, Béroul, Thomas of Britain en Richard Wagner |
| 2013        | the whisper opera                                                  |             | 30 mei 2013, Chicago, Museum of Contemporary Art                                           | van de componist |

#### Ballet
| Voltooid in | titel       | aktes | première                                                      | choreografie       |
| ----------- | ----------- | ----- | ------------------------------------------------------------- | ------------------ |
| 1997        | Link        |       | 30 januari 1998, Nottingham, Icebreaker, Nottingham Playhouse | Ashley Page        |
| 2010        | Plainspoken |       | 6 augustus 2010, Jackson, Center for the Arts                 | Benjamin Millepied |
| 2019        | THE DAY     |       | 31 juli 2019, Lee (Massachusetts), Doris Duke Theatre         | Lucinda Childs     |

### Vocale muziek

#### Oratoria
- 2001 Lost Objects, oratorium voor sopraan, 2 contratenoren, kamerkoor, DJ, barokorkest, elektrische gitaar, elektrische basgitaar, slagwerk en synthesizer (samen met: Michael Gordon en Julia Wolfe) - tekst: Deborah Artman
- 2005 Shelter, oratorium voor 3 sopranen, dwarsfluit, hobo, klarinet, fagot, hoorn, trompet, trombone, tuba, piano, elektrische gitaar, elektrische basgitaar, slagwerk, 2 violen, altviool, cello, contrabas (samen met: Michael Gordon en Julia Wolfe) - tekst: Deborah Artman

#### Werken voor koor
- 1984 by fire, voor gemengd kamerkoor - tekst: Sun Tzu, Robert Scheer
- 2000 this condition, voor vrouwenkoor (SSA) - tekst: Lydia Davis
- 2001 I lie, voor vrouwenkoor (SSA)[4] - tekst: Joseph Rolnick (Jiddisch)
- 2005 i want to live, voor 6 sopranen en 3 alt
- 2005 again (after ecclesiastes), voor gemengd kamerkoor - tekst: van de componist
- 2007 the little match girl passion, voor gemengd koor (ieder zanger speelt een eenvoudig slagwerkinstrument)[5][6] - tekst: van de componist, naar Hans Christian Andersen, Engelse vertaling: H.P. Paulli, Picander, pseudoniem van Christian Friedrich Henrici en Matteüs
- 2007 evening morning day, voor kinderkoor (of mannenkoor) - tekst: van de componist, naar Genesis
- 2008 Water, voor gemengd koor en kamerorkest met piano en elektrische gitaar (samen met: Michael Gordon en Julia Wolfe) - tekst: van de componist, Michael Gordon en Julia Wolfe
- 2008 for love is strong, voor gemengd koor a capella - tekst: van de componist
- 2009 battle hymns, voor groot gemengd koor en kleine trom - tekst: van de componist, naar Sullivan Ballou, Stephen Foster en Abraham Lincoln
- 2010 statement to the court, voor gemengd koor, strijkorkest en grote trom - tekst: Eugene Debs
- 2010 oh graveyard, voor gemengd koor - tekst: van de componist, naar het spiritual "Lay This Body Down"
- 2010 i never, voor 40 solo zangstemmen in 8 groepen van (S,A,T,Bar,B) - tekst: van de componist, naar Thomas Tallis
- 2011 the wood and the vine, voor vrouwenkoor (ieder zangeres speelt een eenvoudig slagwerkinstrument) - tekst: van de componist, naar Lydia Davis, Marie de France, Gottfried von Strassburg, Béroul, Thomas of Britain en Richard Wagner
- 2011 i live in pain, voor vrouwenkoor (SAA) - tekst: van de componist, naar Beatriz de Dia
- 2012 the same train (same train), voor gemengd koor
- 2013 when we were children, voor kamerkoor - tekst: van de componist

#### Liederen
- 2000 pay me now, voor sopraan, altviool, cello en contrabas
- 2002 depart, voor vier vocale solisten en cello
- 2005 writing on water, voor 2 bariton, bas, trompet, hoorn, trombone, piano, 2 slagwerkers, elektrische gitaar, elektrische basgitaar, altviool en cello
- 2012 death speaks, voor sopraan, viool, elektrische gitaar, piano - tekst: van de componist
- 2012 ark luggage, voor sopraan en strijkkwartet - tekst: Peter Greenaway
- 2012 where the bee sucks, voor zangstem en piano - tekst:

### Kamermuziek
- 1978 rev.1989 hammer amour, voor piano (solo), 2 dwarsfluiten, 2 klarinetten, 2 hoorns, trompet, trombone en slagwerk
- 1981 illumination rounds, voor viool en piano
- 1984 frag, voor dwarsfluit, hobo en cello
- 1986 spud, voor dwarsfluit, hobo, klarinet (ook: basklarinet), hoorn, pauken, viool, altviool, cello en contrabas
- 1987 rev.1997 dance/drop, voor fagot, baritonsaxofoon, piano, synthesizer, slagwerk
- 1988 burn notice, voor dwarsfluit (of viool), cello en piano
- 1990 vent, voor dwarsfluit en piano
- 1992 my evil twin, voor 3 klarinetten, 2 hoorns, harp, elektronische orgel, elektrische basgitaar, slagwerk, 2 altviolen, 2 celli
- 1992 rev.1996 music for gracious living, voor acteur en strijkkwartet  - tekst: van de componist
- 1993 slow movement, 2 dwarsfluiten, altsaxofoon, tenorsaxofoon, baritonsaxofoon, slagwerk, 2 synthesizers, 2 elektrische gitaar, elektrische basgitaar, viool, cello
- 1993 rev.1995 cheating, lying, stealing, voor basklarinet, cello, piano, slagwerk en 2 antifonale remtrommels
- 1994 street, voor dwarsfluit, 3 sopraansaxofoons, hoorn, 3 trompetten, 3 trombones, piano, elektrische bas
- 1998 I fought the law, voor piccolo, hobo, basklarinet, trompet, viool, altviool, cello, contrabas, twee stukken oudroest metal (1 of 2 spelers)
- 1999 my very empty mouth, voor dwarsfluit, basklarinet, piano, viool, altviool en cello
- 1999 sweet air, voor dwarsfluit, klarinet, piano, viool, cello
- 2000 short fall, voor piccolo, piano, viool en cello
- 2001 stick figure, voor klarinet, piano, cello, slagwerk en 1 of 2 niet-slagwerkers
- 2001 men, voor trombone solo, althobo, basklarinet, baritonsaxofoon, 2 piano's, 2 slagwerkers, altviool, cello en contrabas
- 2001 child, voor dwarsfluit (piccolo), klarinet (basklarinet), slagwerk, viool, altviool, cello en piano
- 2002 how to pray, voor kamerensemble (cello, piano, rock orgel, elektrische gitaar, drumstel)
- 2002 increase, voor dwarsfluit, hobo, klarinet, fagot, hoorn, trompet, trombone, piano, synthesizer, 2 slagwerkers,2 violen, altviool, cello en contrabas
- 2003 world to come, voor cello en tevoren opgenomen celli op geluidsband
- 2003 breathless, voor blaaskwintet
- 2005 o isis and osiris, voor 2 hoorns, 2 trompetten, 3 trombones en pauken
- 2006 warmth, voor twee elektrische gitaren
- 2006 revolutionary etudes, voor saxofoonkwartet
- 2006 sunray, voor klarinet, elektrische gitaar, piano, slagwerk, cello en contrabas
- 2008 forced march, voor dwarsfluit, basklarinet, trombone, piano, slagwerk, elektrische gitaar, viool, altviool, cello en contrabas
- 2008 lend/lease, voor piccolo en slagwerk
- 2008 these broken wings, voor dwarsfluit/piccolo, klarinet/basklarinet, piano, viool, cello en slagwerk
- 2010 undanceable, voor cello en piano
- 2011 involuntary, voor 2 piccolo's, 2 trompetten in C, 1 trommelaar
- 2011 stuttered chant, voor cello en slagwerk
- 2012 unused swan, voor klarinet, elektrische gitaar, slagwerk, piano, cello en contrabas
- 2012 light moving, voor viool en piano
- 2012 my international, voor piccolo, hobo, klarinet, fagot, hoorn, trompet, trombone, tuba, piano, vibrafoon, 2 violen, altviool, cello en contrabas - tekst: van de componist, naar Eugene Pottier

### Werken voor orgel
- 2012 ordinary

### Werken voor piano
- 1983 while nailing at random
- 1989 orpheus over and under, voor twee piano's
- 1992 face so pale, voor zes piano's
- 1992 memory pieces
- 1992 wed
- 1997 beach
- 1997 broken door
- 1997 cello
- 2001 boy
- 2003 this was written by hand
- 2005 gravity, voor piano vierhandig (of twee piano's)
- 2007 after gravity, voor piano vierhandig (of twee piano's)
- 2012 before gravity, voor twee piano's
- 2012 wavy, voor piano zeshandig

### Werken voor slagwerk
- 2002 the so-called laws of nature, voor vier slagwerkers
- 2004 unchained melody, voor slagwerk
- 2006 string of pearls, voor marimba
- 2008 table of contents, voor twee slagwerkers

### Filmmuziek
- 2011 the woodmans
- 2015 "Youth"